# سید محمد پاک‌مهر
سید محمد پاک‌مهر سیاستمدار ایرانی اهل روستای خراشا از توابع شهرستان جاجرم و نمایندهٔ دورهٔ یازدهم و دوازدهم مجلس شورای اسلامی است. وی توانست در یازدهمین انتخابات مجلس شورای اسلامی با کسب ۶۶ هزار و ۸۹۱ رای، از حوزه انتخابیه بجنورد، مانه و سملقان، گرمه، جاجرم و راز و جرگلان از استان خراسان شمالی انتخاب گردد. پاک‌مهر با ۵۰۳۸۷ رأی به‌عنوان نماینده دوازدهمین دوره مجلس شورای اسلامی برگزیده شد.

## سوابق
- نماینده یازدهمین دوره مجلس شورای اسلامی
- نماینده دوازدهمین دوره مجلس شورای اسلامی
- نایب رییس کمیسیون بهداشت و درمان مجلس شورای اسلامی
- جانشین ستاد انتخاباتی محمدباقر قالیباف در خراسان شمالی[۲]
- فرماندار بجنورد (به مدت چهل ماه)[۳]
- مدیر عامل جمعیت هلال احمر خراسان شمالی
- رییس شورای شهر شهرستان بجنورد
- رییس هییت پزشکی ورزشی استان خراسان شمالی